# Faustball

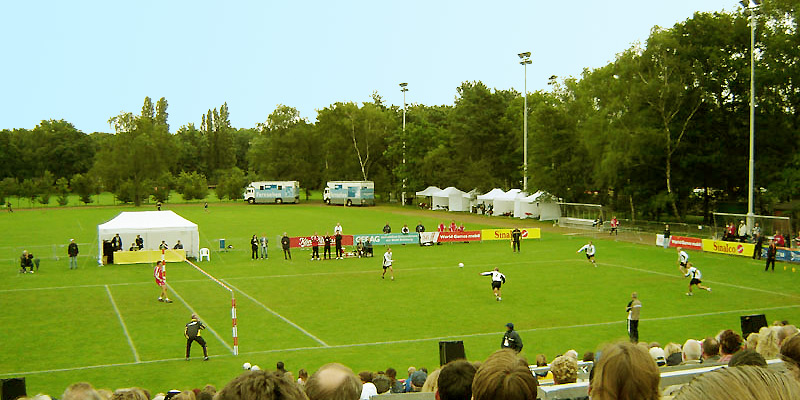
Faustball-Länderspiel Deutschland-Schweiz (World Games 2005)

Faustball ist ein Rückschlagspiel für zwei Mannschaften mit fünf Spielern und bis zu fünf Ersatzspielern.

## Allgemeiner Spielablauf

### Spielidee
Faustball ist ein Rückschlagspiel, bei dem sich zwei Mannschaften auf zwei Halbfeldern gegenüberstehen, ähnlich wie beim Volleyball. Sie sind durch eine Mittellinie und ein netzartiges Band getrennt, das zwischen zwei Pfosten in – je nach Altersklasse – bis zu zwei Metern Höhe gespannt ist. Band und Pfosten dürfen weder von einem Spieler noch vom Ball berührt werden; dies gilt als Fehler.
Jede Mannschaft besteht aus fünf Spielern, die versuchen, einen Ball mit dem Arm oder mit der Faust für den Gegner unerreichbar in das andere Halbfeld zu spielen. In den Altersklassen U8 und U10 wird mit drei und in der Altersklasse U12 mit vier Spielern gespielt.

### Ballberührung

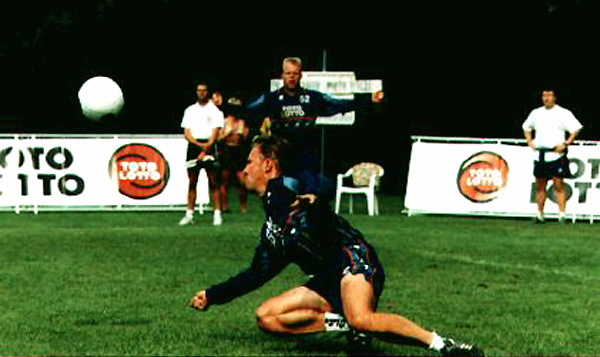
Faustball-Abwehr

Der Ball darf vor jeder Berührung durch einen Spieler einmal auf dem Boden aufspringen, jedoch nur innerhalb des Spielfeldes. Pro Spielzug darf er von drei unterschiedlichen Spielern berührt werden, muss dann aber spätestens durch den dritten Spieler über das Band zum Gegner zurückgespielt werden.
Der Ball wird bei der Abwehr und beim Zuspiel mit der Innenseite des ausgestreckten Unterarms gespielt, beim Angriff oder bei der Angabe mit der Faust geschlagen. Berührt er die offene Handfläche oder andere Körperteile als den Arm, wird es als Fehler gewertet.

### Zählweise
Gespielt wird nach Punkten und Sätzen. Wenn eine Mannschaft einen Fehler macht, bekommt die andere einen Punkt, auch wenn sie keinen Aufschlag hatte. Die Mannschaft, die den letzten Fehler begangen hat, macht den nächsten Aufschlag. Ein Satz endet, sobald eines der Teams elf Punkte erzielt hat und mit mindestens zwei Punkten in Führung liegt (also mindestens 11:9). Beim Stand von 10:10 wird der Satz automatisch verlängert, bis eines der Teams mit zwei Punkten in Führung geht oder zuerst den 15. Punkt erzielt (Sätze können demnach mit 15:14 enden). Die Anzahl der Gewinnsätze variiert je nach Spielklasse. In der deutschen 1. Bundesliga der Herren wird nach dem Prinzip Best of Nine gespielt, also auf fünf Gewinnsätze. In der zweiten Bundesliga der Herren und in den Damen-Bundesligen wird auf drei Gewinnsätze gespielt (Best of Five).
Bis ins Jahr 2006 wurden in den höheren Ligen Sätze bis 20 gespielt. Die Anzahl der Gewinnsätze war dafür dementsprechend geringer. Vor der Einführung der sogenannten 11er-Sätze war in den unteren Ligen das Spiel auf Zeit weit verbreitet, so dass zwei Halbzeiten von 15 bzw. 10 Minuten mit zwischenzeitlichem Seitenwechsel durchgeführt wurden. Da diese Spielform die Organisation von größeren Veranstaltungen deutlich vereinfacht, ist sie vor allem bei Turnieren nach wie vor üblich.

### Fehler
Als wichtigste Fehler (und damit Punkt für die gegnerische Mannschaft) werden gewertet:
- Der Ball oder ein Spieler berührt das Band oder die Pfosten.
- Der Ball berührt außerhalb des Spielfelds den Boden.
- Der Ball berührt zweimal hintereinander den Boden, ohne dass eine regelgerechte Berührung durch einen Spieler dazwischen war.
- Der Ball wird seitlich an den Pfosten vorbei oder unterhalb des Bandes ins gegnerische Feld gespielt. Er darf nur oberhalb des Bandes und zwischen den gedanklich nach oben verlängerten Pfosten ins gegnerische Halbfeld gespielt werden.
- Mehr als drei Spieler einer Mannschaft berühren den Ball während eines Spielzuges (spätestens der dritte Spieler muss den Ball ins gegnerische Halbfeld befördern, diese Regel gilt ab der Altersklasse U14).
- Ein Spieler berührt zum zweiten Mal innerhalb eines Spielzuges den Ball. Wenn mehrere Ballberührungen stattfinden, müssen es jeweils unterschiedliche Spieler sein.
- Der aufschlagende Spieler berührt oder übertritt beim Aufschlag die 3-m-Linie (Aufschlaglinie).
- Der Ball berührt einen anderen Körperteil als den Ober-, Unterarm oder die Faust. Ebenso wenig darf der Ball mit der offenen Handfläche berührt werden.
- Der Ball berührt beim Überspielen zum Gegner die Hallendecke.

### Feld- und Hallensaison
Faustball ist kein saisonbedingter Sport. Im Sommer (Feldsaison) spielt man es im Freien auf dem Sportplatz (Feldgröße 50 m × 20 m). Im Winter (Hallensaison) wird in der Halle gespielt, wobei dann das eingezeichnete Handballfeld als Spielfläche benutzt wird (Feldgröße 40 m × 20 m). In der Halle springt der Ball kontrollierter als auf Rasen, was sich auf die Spieltaktik auswirkt. Außerdem ist in der Halle jede Wandberührung durch den Ball ein Fehler. Die Decke darf berührt werden, außer beim Überspielen des Bandes ins gegnerische Feld (Fehler).

## Spielfeld

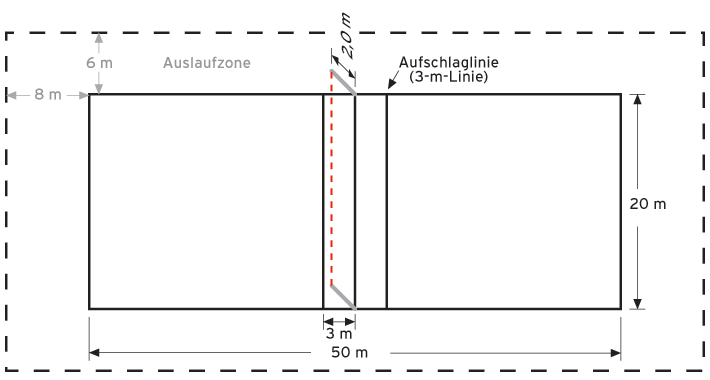
Faustball-Spielfeld

Beim Feldfaustball ist die Spielfeldgröße auf 50 m × 20 m festgelegt (25 m × 20 m pro Halbfeld). Beim Hallenfaustball sieht die Regel ein kürzeres Feld von 40 m × 20 m vor (20 m × 20 m pro Halbfeld). Da dies der regulären Größe eines Handballfeldes entspricht, werden für gewöhnlich die dafür vorhandenen Außenlinien genutzt. Die Aufschlaglinie ist jeweils 3 m von der Mittellinie entfernt. Sie darf beim Aufschlag nicht berührt werden. Die Linien gehören zum Feld, d. h. wenn der Ball die Linie berührt, ist dies kein Fehler und es wird weitergespielt.
Das Spielfeld wird durch ein 5 cm breites netzartiges rot-weißes Band halbiert. In der Vergangenheit wurde hierfür eine Leine verwendet, die jedoch der besseren Sichtbarkeit wegen in den letzten Jahren weitgehend durch das Band abgelöst wurde. Es ist an der Mittellinie zwischen zwei Pfosten gespannt, seine Oberkante befindet sich in 2 m Höhe (Männer) bzw. 1,90 m (Frauen). Für die D-Jugend (bis 12 Jahre) beträgt die Höhe 1,60 m, bei der C-Jugend (bis 14 Jahre) 1,80 m. Zum Spielfeld gehört auch eine Auslaufzone, die im Freien eingezeichnet ist (8 m nach hinten, 6 m an den Seiten), in der Halle jedoch durch die Wand oder Tribünen begrenzt wird (Minimum: 1 m nach hinten und 0,5 m an den Seiten).
Die angegebenen Feldabmessungen gelten für den Erwachsenenbereich, für den Jugendbereich sind sie geringer.

## Ball
Der Faustball ist hohl, luftgefüllt und besteht aus Leder. Er muss gleichmäßig rund und straff aufgepumpt sein. Für das Spiel in der Halle und für verschiedene Witterungen im Freifeld bietet der Handel vom Verband freigegebene Bälle mit unterschiedlichen Oberflächen an (z. B. Naturleder, Kunststoffüberzug, gummierte Oberfläche).
Sein Gewicht kann variieren zwischen 320 und 340 g (Frauen) sowie zwischen 350 und 370 g (Männer). Sein Umfang muss 65–68 cm betragen, sein Luftdruck zwischen 0,55 und 0,70 bar liegen. Er ist damit in etwa so hart wie ein Fußball (0,6–0,7 bar) und härter als ein Volleyball (0,29–0,32 bar). Auch sein Umfang ist ähnlich dem eines Fußballs oder Volleyballs.
Der Ball kann bei einem satten Angriffsschlag 100–120 km/h erreichen. Die Pflege und Präparation der Bälle kann beim Faustball von entscheidender Bedeutung sein. Je nach Spieltaktik versucht ein Team, seine Bälle besonders schnell oder langsam beziehungsweise härter oder weicher im Rahmen der regeltechnischen Grenzen vorzubereiten. Jede Mannschaft hat das Recht, eigene (regelkonforme) Bälle für ein Spiel zu stellen. Das Recht, den Spielball auszuwählen, wird per Losentscheid vor dem Spiel ermittelt und wechselt nach jedem Satz.
Auf internationalen Meisterschaften werden heutzutage immer öfter einheitliche Bälle vom Veranstalter gestellt, um die Chancengleichheit für alle Teams zu gewährleisten.
Im Jugendbereich kommen andere Balldimensionen (vor allem geringere Gewichte) zum Einsatz, siehe dazu die Regelwerke.

## Spieler

### Aufstellung

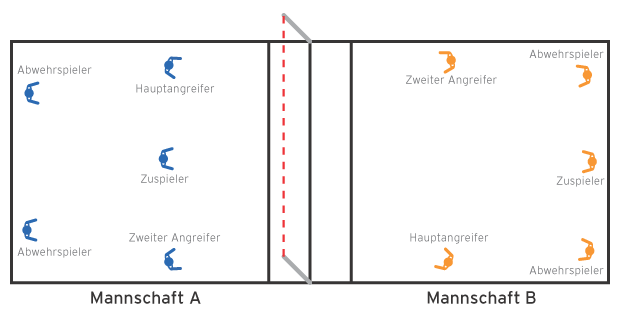
Aufstellung im Feld (A) und in der Halle (B)

Im Gegensatz zum Volleyball, wo die Spieler rotieren und nach jedem Aufschlagwechsel eine andere Position einnehmen, hat im Faustball jeder Spieler seine feste Position. Sie darf zwar im Spiel beliebig vertauscht werden, doch dies ist eher unüblich, da meist jeder Spieler ein Spezialist auf seiner Position ist. Ein weiterer Unterschied zum Volleyball ist der, dass das Faustball-Spielfeld viel größer ist, eine Faustballmannschaft jedoch einen Spieler weniger hat als eine Volleyballmannschaft, wodurch jeder einzelne Spieler viel mehr Raum abdecken muss, um Bälle zu erlaufen. Allerdings darf der Ball vor jeder Berührung eines Spielers einmal auf dem Boden aufspringen.
Abhängig vom Untergrund (Halle oder Rasen, langsamer oder schneller Boden, z. B. bei Nässe) ändert sich die Aufstellung. In der Abbildung sind zwei unterschiedliche Aufstellungen zu erkennen:
Mannschaft A zeigt die typische Aufstellung in der Feldsaison (W-Form). Der Zuspieler deckt das vordere Mittelfeld ab, um kurz gespielte Bälle direkt hinter das Band erlaufen zu können. Allerdings muss er dabei in Kauf nehmen, dass er bei geradlinigen, harten Angriffsschlägen durch die Mitte nur eine kurze Reaktionszeit zur Abwehr hat.
Mannschaft B zeigt die typische Hallenaufstellung (U-Form). Da der Ball in der Halle eher berechenbar ist und somit kurze Angriffsbälle nicht so effektiv sind, zieht sich der Zuspieler an die hintere Auslinie zur Abwehr zurück. Allerdings hat er dabei das größte Laufpensum zu leisten, da er immer wieder zum Zuspiel nach vorne laufen muss.
Auf internationalem Niveau wird auch im Feld meist in der U-Form gespielt, da sie gegen harte Angriffsbälle bessere Abwehrmöglichkeiten bietet, die Spieler jedoch genügend Grundschnelligkeit besitzen, um kurz in die Mitte geschlagene Bälle noch erlaufen zu können.
Eine seltene und eher im Spitzenbereich vorkommende Aufstellungsvariante ist die V-Form, die vor allem bei nassem Rasen angewendet wird. Hierbei steht der Zuspieler (Mittelmann) hinter der Grundlinie und die beiden Abwehrspieler rücken schräg zu einem V nach vorne. Da scharf geschlagene Angriffsbälle auf nassem Rasen unkontrolliert flach wegrutschen, hat man in der V-Form die Möglichkeit, solche Bälle direkt aus der Luft abzuwehren.
Eingewechselt werden darf beliebig auf jede Spielposition, aber nur bei eigenem Aufschlag, bei einer Auszeit, wobei jede Mannschaft pro Satz eine Auszeit von 30 Sekunden in Anspruch nehmen kann, oder bei jeder Unterbrechung durch den Schiedsrichter.

### Angabe (Aufschlag)

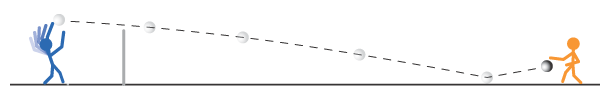
Flugbahn einer Angabe auf den Abwehrspieler

Schlagkraft, Treffsicherheit und ein optimaler Bewegungsablauf sind notwendig, um die Angabe (auch Aufschlag oder Anschlag genannt) zur vollen Wirkung kommen zu lassen. Der Aufschläger versucht, einen direkten Punkt damit zu erzielen, oder wenigstens den Spielaufbau beim Gegner zu erschweren. Getroffen wird der Ball meist mit der Innenfläche der Faust. Die volle Wucht erreicht der Ball jedoch, wenn man ihn mit der zur Faust geballten Handkante trifft. Das Risiko zum Fehlschlag ist dabei größer, weil die Aufschlagfläche kleiner ist als bei der Innenfläche der Faust.
Eine Variante, die nur wenige beherrschen, ist der sogenannte Rundschlag. Der gestreckte Arm beschreibt eine runde Bewegung von hinten nach vorne, Treffpunkte sind der Innen-Unterarm oder die Faust-Oberseite. Die Flugbahn des Balles ist für den Gegner kaum vorherzusehen, und der Rundschlag erlaubt auch steil geschlagene Bälle auf die gegnerischen Angreifer.
Bei der Angabe muss der Schlagmann hinter der Aufschlaglinie (3-m-Linie) stehen. Nimmt er Anlauf, so muss die erste Bodenberührung unmittelbar nach der Ballberührung (bzw. bei einer gesprungenen Angabe die Landung) ebenfalls hinter der Linie erfolgen, sonst wird es als Fehlangabe gewertet. Außerdem muss der Ball bei der Angabe die Hand sichtbar verlassen (geworfen werden), er darf nicht aus der haltenden Hand weggeschoben werden, um beispielsweise den Gegner mit einem kurz über das Band „geworfenen“ Ball zu überraschen. Dies zählt ebenfalls als Fehler.

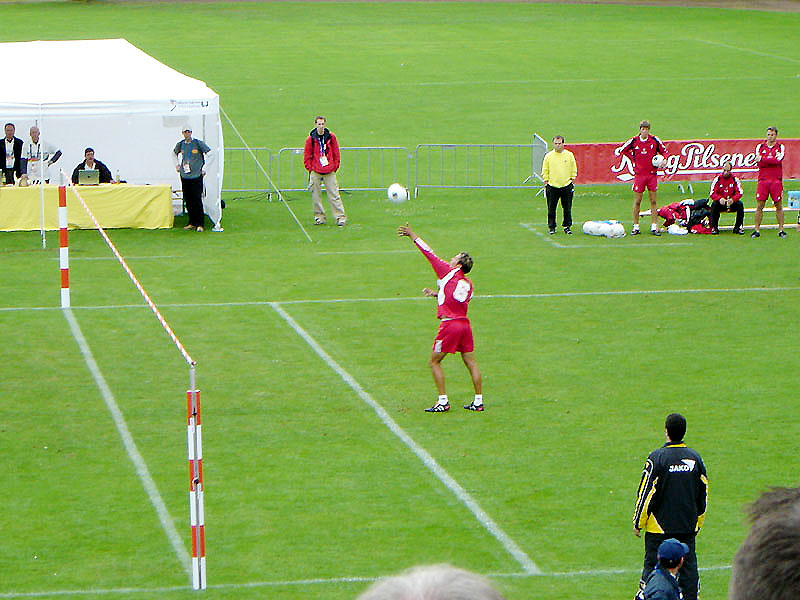
Aufschlag

Es gibt verschiedene Aufschlagvarianten:
- geradlinig mit voller Wucht in die Lücke zwischen Zuspieler und Abwehrspieler,
- mit Seitenschnitt, so dass sich der Ball zwischen Angreifer und Abwehrspieler hineindreht,
- stark unten angeschnitten und kurz hinter das Band gelegt,
- als Aufsetzer vor die Beine des Gegners,

um nur einige zu nennen.
Die Angabe bzw. der Aufschlag ist, wie bei vielen Ballspielen, oft reine Nervensache. Ist sie zu schlecht, erleichtert sie den Spielaufbau des Gegners. Auch kann bei zu hohem Risiko leicht eine Bandberührung oder ein Ausball die Folge sein. Ein nicht returnierter Aufschlag (Ass) kann jedoch einer in Rückstand geratenen Mannschaft als Motivation dienen und führt dadurch nicht selten zu einer Wende im Spiel.

### Abwehr

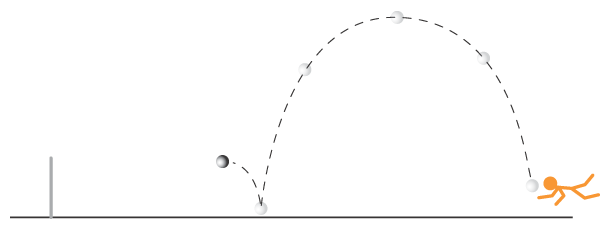
Ideale Flugbahn eines abgewehrten Balles

Der Abwehrspieler bereitet mit gekonnter Deckungsarbeit den eigenen Angriff vor. Ohne gelungene Abwehr gibt es keinen starken Angriff. Ein guter gegnerischer Angriffsball ist kaum im Laufen zu erreichen. Meist werden die letzten Meter im Hechtsprung zurückgelegt, um den Ball noch zu erreichen, bevor er zum zweiten Mal den Boden berührt. Ist dabei die Innenseite des Unterarms nicht genau hinter dem Ball, d. h. in der Flugbahn, springt der Ball unkontrolliert seitlich weg. Besonders gilt dies, wenn der Ball nass ist.

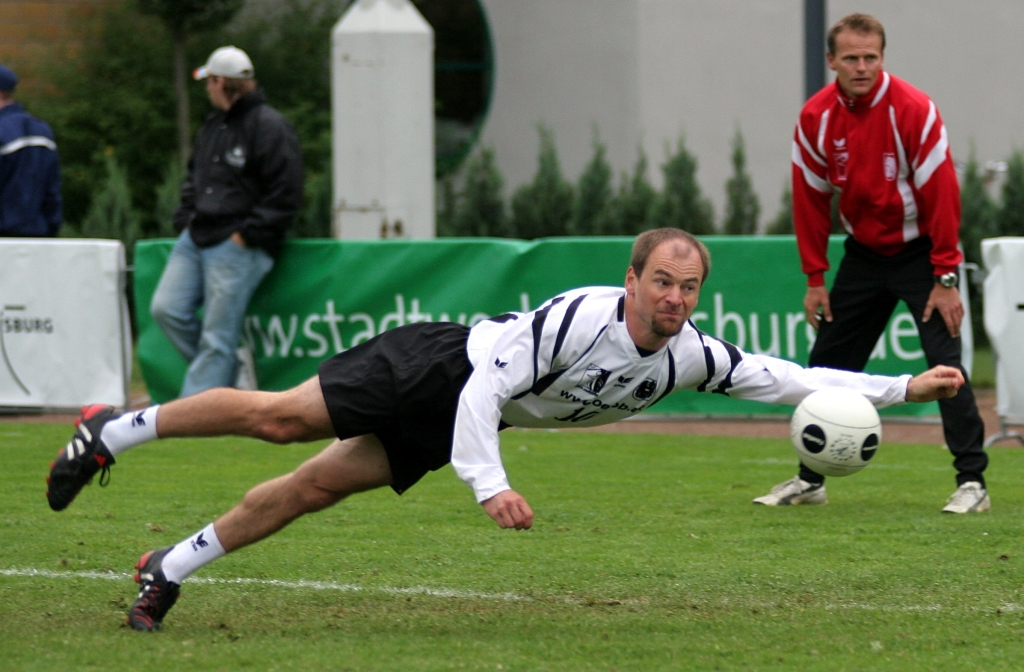
Abwehr

Auch die große Wucht eines Angriffsschlags herauszunehmen durch dosiertes Zurückziehen des Armes im Moment des Treffens ist eine Kunst, die nur wenige beherrschen. Zu einem guten Abwehrspieler gehören Gewandtheit, Schnelligkeit, Reaktionsvermögen, Sicherheit am Ball, Stellungsspiel sowie der Mut zum körperlichen Einsatz. Dieser unbedingte Einsatz jedes Spielers ist es, was die Dynamik des Faustballsports ausmacht.

### Zuspiel

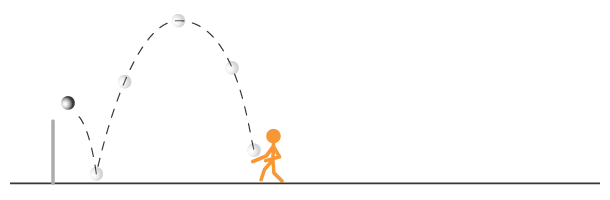
Indirektes Zuspiel an das Band

Der Zuspieler oder Aufbauspieler beeinflusst wesentlich die Art des folgenden Angriffs. Er muss in der Lage sein, seinem Angriffsspieler aus jeder Position, innerhalb und außerhalb des Spielfeldes, den Ball präzise zuzuspielen (auch stellen genannt).

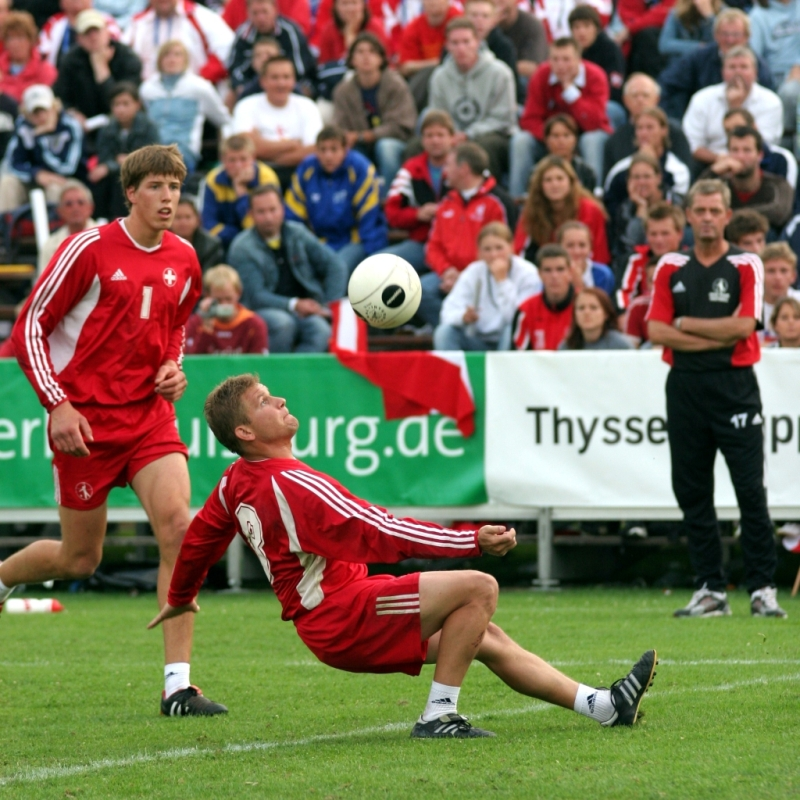
Zuspiel im Fallen

Wenn der Ball zwischen Zuspiel und Angriffsschlag aufspringen soll (indirektes Zuspiel), muss der Zuspieler ihn so berechnen, dass er nach dem Aufspringen seinen höchsten Punkt in etwa 2,50 bis 3 m Höhe möglichst in Bandnähe hat, weil er dann am wirkungsvollsten zu schlagen ist. Dabei muss die Bodenbeschaffenheit, Entfernung zum Band und evtl. die Windrichtung ins Kalkül gezogen werden. Außerdem sollte der Ball idealerweise etwas Vorwärtsdrall haben, den der Angreifer zu seinen Gunsten ausnutzen kann. Es kann aber auch direkt aus der Luft zugespielt werden (direktes Zuspiel, auch Schuss genannt), wenn der abgewehrte Ball weit nach vorne zum Band springt.

### Angriff

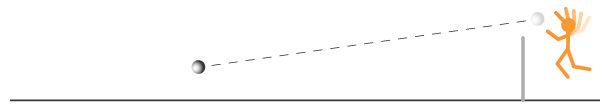
Angriffsschlag aus dem Sprung durch den Schlagmann

Überdurchschnittliche Schlag- und Sprungkraft (die Bälle erreichen eine Geschwindigkeit von über 100 km/h), Blick für Schwächen im Stellungsspiel des Gegners sowie variables Leinenspiel und großes Schlagrepertoire sind die wesentlichen Merkmale eines guten Angreifers (Schlagmanns). Seine Aufgabe ist es neben dem Aufschlag, einen erfolgreich abgewehrten Ball für den Gegner unerreichbar zu schlagen und somit zu punkten. Er nutzt den Vorwärtsdrall eines gut gestellten Balles, um aus dem Anlauf im Sprung mit voller Wucht in die Lücken der gegnerischen Abwehr hineinzuschießen. Ideal ist es, wenn er dabei den Gegner über Art, Richtung und Geschwindigkeit des Angriffs möglichst lange im Unklaren lässt. Wie bei der Angabe hat er auch beim Angriffsschlag aus dem Spiel verschiedenste Variationsmöglichkeiten. Von seiner Spielweise und seiner Trefferquote hängen in besonderem Maße Erfolg oder Misserfolg seiner Mannschaft ab.

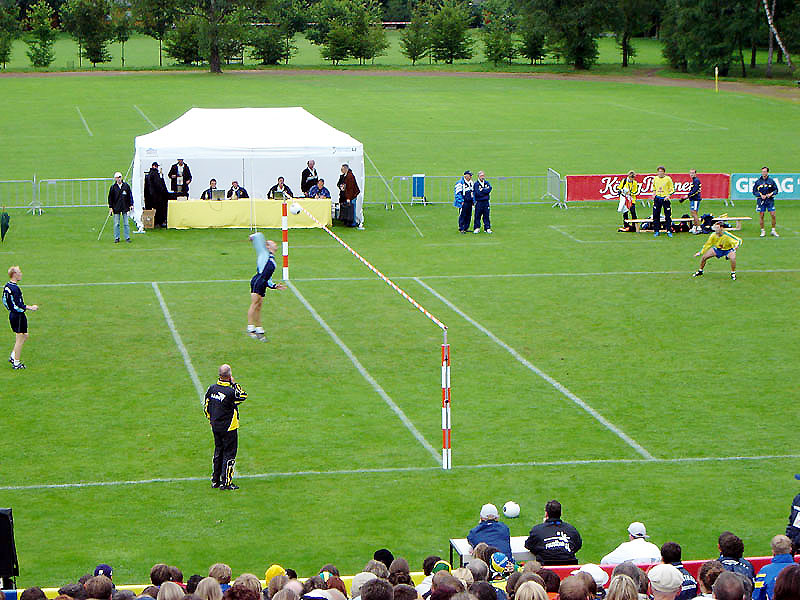
Angriffsschlag

Eine Besonderheit gibt es beim Angriff in der Halle. Meistens ist der Auslauf neben dem Feld durch die Wände sehr eng begrenzt. Diesen Umstand macht man sich zunutze, indem der Zuspieler versucht, den Ball beim Zuspiel genau über das Band zu legen, so dass der Schlagmann ihn durch einen sogenannten „Prellball“ vor die Füße der gegnerischen Angreifer gegen die Wand schlagen kann. Dabei darf der Angreifer über das Band greifen, es jedoch nicht berühren. Gegen diese Angriffsbälle gibt es keine echte Abwehrchance. Das einzige Gegenmittel ist der Block. Hierbei versucht ein Spieler der verteidigenden Mannschaft, den auf das Band gelegten Ball gleichzeitig oder noch vor dem angreifenden Spieler zu erreichen und somit den Prellball zu verhindern.

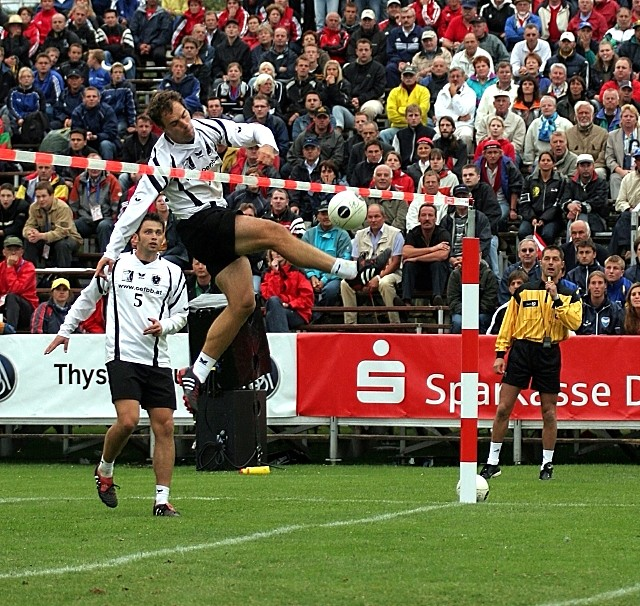
Leinenspiel (Prellball nach außen)

Da der blockende Spieler in der Abwehrkette fehlt, wird der verbleibende Vierer-Abwehrriegel auseinandergezogen. Der blockende Schlagmann kann sich aber auch in letzter Sekunde entscheiden, in die Abwehr zurückzukehren, weil er sieht, dass der gegnerische Ball schlecht zugespielt war. Das bedeutet für seine vier Mannschaftskollegen, sich innerhalb von Sekunden in die alte Abwehrposition zu begeben. Dazu gehört ausgeprägtes Spielverständnis und gute Abstimmung innerhalb der Mannschaft.

### Variante Kleinfeldfaustball
Ähnlich wie beim Volleyball-Ableger Beachvolleyball gibt es im Faustball eine Variante, die allerdings nicht den gleichen Stellenwert besitzt und für die auch (bis auf den Jugendbereich) kein offizielles Regelwerk existiert. Beim Kleinfeldfaustball werden Feldgröße und Höhe des Bandes verringert, so dass es möglich ist, auch mit weniger Spielern, z. B. zwei gegen zwei, zu spielen. Ziel des Spiels ist meist, die Zahl der Ballberührungen des Einzelnen und damit die Trainingsintensität zu erhöhen. Dazu sind weitere Regelmodifikationen möglich, z. B. bis zu vier Ballkontakte pro Spielzug, oder der Ball darf auch außerhalb des Spielfelds den Boden berühren (Abwehr und Zuspiel) und muss nur beim Spiel über das Band ins gegnerische Halbfeld geschlagen werden, oder der Ball darf nur mit dem Unterarm über das Band gespielt werden usw.
Typische Spielfeldgrößen sind beispielsweise:
- Spielfeld 18 m × 9 m (Volleyballfeld), 3–4 Spieler, Bandhöhe 160–200 cm
- Spielfeld 20 m × 10 m (Kinder- und Jugendbereich), 3–5 Spieler, Bandhöhe 140–160 cm, vier Ballkontakte möglich
- Spielfeld 8 m × 4 m, 3 Spieler, Bandhöhe 140 cm

Von Verein zu Verein und von Landesverband zu Landesverband unterschiedlich existieren zahlreiche weitere Varianten, die den eigenen Bedürfnissen angepasst werden, um das Kleinfeldfaustball für den Trainingsbetrieb attraktiv zu gestalten.
Seit einiger Zeit hält mit der sog. Rotation ein neues Kleinfeld-Spielsystem Einzug, das in einigen deutschen Landesverbänden sowie in Österreich und der Schweiz vor allem im Jugend- und Anfängerbereich in Erprobung ist. Auf dem Kleinfeld spielen vier gegen vier, und immer nach jeweils fünf gespielten Punkten rotieren alle Spieler um eine Position im Uhrzeigersinn. Dadurch ist gewährleistet, dass jeder eine Zeit lang auf seiner Lieblings- oder ungeliebten Position zum Einsatz kommt. Ziel ist die Weiterentwicklung von vielseitigen Grundfertigkeiten sowie das Fördern von schwächeren Spielern, die sonst häufig auf die weniger anspruchsvolle Position vorne rechts abgeschoben werden, da dorthin erfahrungsgemäß die wenigsten gegnerischen Angriffsbälle kommen.

## Unparteiische

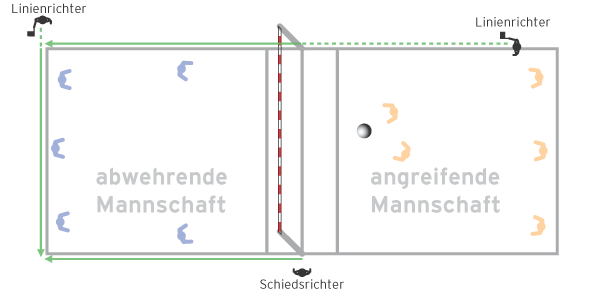
Schiedsrichter und Linienrichter mit ihren Sichtbereichen

Ein Faustballspiel wird von einem Schiedsrichter geleitet, der von zwei Linienrichtern unterstützt wird.
Der Schiedsrichter besitzt die alleinige Entscheidungsbefugnis. Er entscheidet in letzter Instanz über Punkt oder Fehler. Da die Linienrichter relativ weit weg von ihm stehen, ist er auch für das Beobachten der Seitenlinie auf seiner Seite zuständig. Bei Ligaspielen oder international benötigt der Schiedsrichter eine entsprechende Lizenz. Bei Turnieren sind Ausnahmeregelungen erlaubt und üblich.
Die Linienrichter sind im Bereich der vom Schiedsrichter aus gesehen gegenüberliegenden Feldecken postiert. Ihre Aufgabe ist den Linienrichtern im Fußball ähnlich. Der Beobachtungsbereich der beiden Linienrichter ist davon abhängig, welche der beiden Mannschaften momentan angreift und welche abwehrt. Der Linienrichter auf der angreifenden Seite ist für die komplette Seitenlinie bis zum Ende zuständig, er stellt sich dazu auf die Seitenlinie und hat sie so in ihrer Flucht im Blick. Der Linienrichter auf der abwehrenden Seite steht auf Höhe der Grundlinie und ist daher ausschließlich für deren Beobachtung zuständig. Mit dem Wechsel von Angriff und Abwehr wechseln auch die Linienrichter ihre Beobachtungsbereiche. Diese vor einigen Jahren eingeführte Neuerung erlaubt ein präziseres Entscheiden über Gut- oder Aus-Bälle als die alte Regelung, bei der jeder Linienrichter „seine“ Grundlinie und zusätzlich die Seitenlinie bis zur Mitte zu beobachten hatte.
Bei Meisterschaften und im internationalen Bereich besitzen Linienrichter eine vollwertige Schiedsrichterlizenz. Neben dem Anzeigen von Aus-Bällen (Fahne hochhalten) oder Gut-Bällen (Fahne nach unten richten) machen sie den Schiedsrichter auf Regelverstöße oder andere wichtige Spielsituationen aufmerksam, z. B. Einwechslungen, Verletzungen, Unsportlichkeiten, Behinderungen im Auslaufbereich usw. In den unteren Spielklassen werden auch Linienrichter ohne Lizenz eingesetzt. Deren Aufgabe beschränkt sich im Wesentlichen darauf, Aus- und Gut-Bälle anzuzeigen.

## Geschichte
Wann genau das Faustballspiel „erfunden“ wurde, ist nicht bekannt. Als sicher gilt jedoch, dass die Wurzeln im südlichen Teil Europas liegen, möglicherweise in Italien. Schon drei Jahrhunderte v. Chr. soll dort ein Spiel entstanden sein, bei dem eine Kugel aus Leder mit Armen und Fäusten getroffen werden musste. Vermutlich gehört damit Faustball zu den ältesten Sportarten der Welt. Die ersten schriftlichen Aufzeichnungen erfuhr das Faustballspiel bereits im Jahre 240 n. Chr. durch Gordianus, Kaiser von Rom. 1555 schrieb Antonio Scaino die ersten Regeln für einen italienischen Volkssport, das Gioco del Pallone, zu deutsch Ballonspiel.
Im 16. Jahrhundert erlebte das Spiel eine Renaissance. Es hatte damals allerdings weniger Wettkampfcharakter, sondern galt eher als Zeitvertreib und sportlicher Ausgleich bei Adligen und Edelleuten.
Johann Wolfgang von Goethe schreibt am 16. September 1786 in seinem Reisebericht „Italienische Reise“: Vier edle Veroneser schlugen Ball gegen vier Vicentiner. Sie treiben dies sonst unter sich das ganze Jahr etwa zwei Stunden vor Nacht; […].

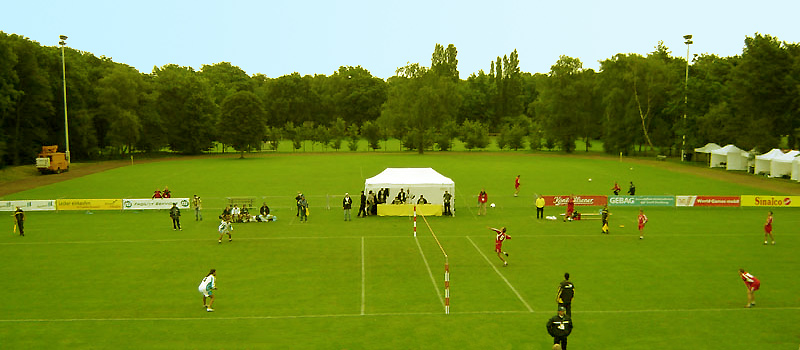
Faustball-Länderspiel Schweiz gegen Argentinien (World Games 2005)

Erst im Jahre 1870 führte Georg Weber den Faustballsport in Deutschland ein. Hauptsächlich von Turnern als Ballsport zum Ausgleich betrieben, galt Faustball bald als Turnersportart. 1885 wurde es in Dresden erstmals bei einem Deutschen Turnfest vorgeführt. 1894 verfasste Georg Weber zusammen mit Heinrich Schnell das erste deutsche Regelwerk, das aus dem Ausgleichs- und Gesellschaftsspiel einen Sport mit Wettkampfcharakter machte. Die Spiel- und Zählweise unterschied sich allerdings erheblich vom heute bekannten Faustballsport. Der Ball musste so über die Leine gespielt werden, dass der Gegner ihn erreichen und zurückspielen konnte. Aus diesem Grund wurden keine flachen, harten, sondern möglichst hohe Bälle gespielt. Dabei wurde die Anzahl der geglückten Leinenüberquerungen gezählt, und die Mannschaft mit den meisten gültigen Überschlägen ging als Sieger vom Platz. Da damals kaum Sporthallen existierten, fand das Spiel hauptsächlich im Freien statt.
In dieser Zeit verbreitete sich Faustball in die umliegenden, vor allem deutschsprachigen, Nachbarländer, und deutsche Auswanderer trugen den Sport in alle Kontinente, vor allem nach Südamerika und Südwestafrika.
Anlässlich des Deutschen Turnfestes 1913 in Leipzig wurde die erste deutsche Meisterschaft der Männer ausgetragen, wo das LLB Frankfurt mit 114:101 gegen den MTV München 1879 gewann. Durch den Ersten Weltkrieg wurden von 1914 bis 1920 keine deutschen Meisterschaften ausgetragen. 1921 folgte die erste Faustballmeisterschaft für Frauen, wo die Hamburger Turnerschaft mit 91:90 gegen den TV Krefeld siegreich war. Faustball, zwar immer noch als Turnspiel dem Turnerbund angegliedert, war nicht länger ein Ausgleichssport für Turner, sondern eine eigenständige Sportart geworden. Bereits 1927 beteiligten sich in Deutschland fast 12.000 Mannschaften am organisierten Faustballsport.
Durch die schnelle Verbreitung des Faustballspiels und die Verbesserung der Spielfertigkeiten wurden weitere Veränderungen im Regelwerk notwendig. So werden seit 1922 nicht mehr die gültigen Überschläge gezählt, sondern die von einer Mannschaft gemachten Fehler. Dadurch änderten sich Spielweise und Taktik erheblich, das Spiel wurde athletischer und dynamischer.
Der Zweite Weltkrieg stoppte erneut die Weiterentwicklung des Faustballsports. Erst ab 1947 war es wieder möglich, regelmäßig deutsche Meisterschaften durchzuführen. Noch vor Gründung der DDR fand in Leipzig 1949 eine Meisterschaft der Sowjetischen Besatzungszone statt. Ab 1950 wurden jährlich DDR-Meisterschaften im Feldfaustball, ab 1953 im Hallenfaustball abgehalten. 1958 wurde als nationaler Verband der DDR für die Sportart der Deutsche Faustballverband in Leipzig gegründet. Als Folge der einsetzenden leistungsorientierten Entwicklung wurde 1960 in Frankfurt am Main der Internationale Faustballverband (IFV) gegründet. 1963 wurde in Linz erstmals um den Europapokal der Landesmeister gespielt, den die ISG Hirschfelde als Vertretung der DDR gewann. Seit 1969 wurde in der Bundesrepublik Faustball innerhalb des Deutschen Turner-Bundes durch einen Bundesfachausschuss organisiert, der 1990, wie alle anderen olympischen und international betriebenen Leistungssportarten, in ein sogenanntes Technisches Komitee umgewandelt wurde. Ebenfalls 1990 trat der Deutsche Faustballverband der DDR dem Deutschen Turner-Bund bei.
Im Jahr 2004 wurde die Deutsche Faustball-Liga (DFBL) als eingetragener Verein als Dachorganisation im DTB für die deutschen Vereine im Faustball gegründet. Die DFBL organisiert seitdem die Spiele der ersten und zweiten Bundesliga und organisiert die Deutschen Meisterschaften aller Altersklassen.

## Faustball heute

### Spielbetrieb

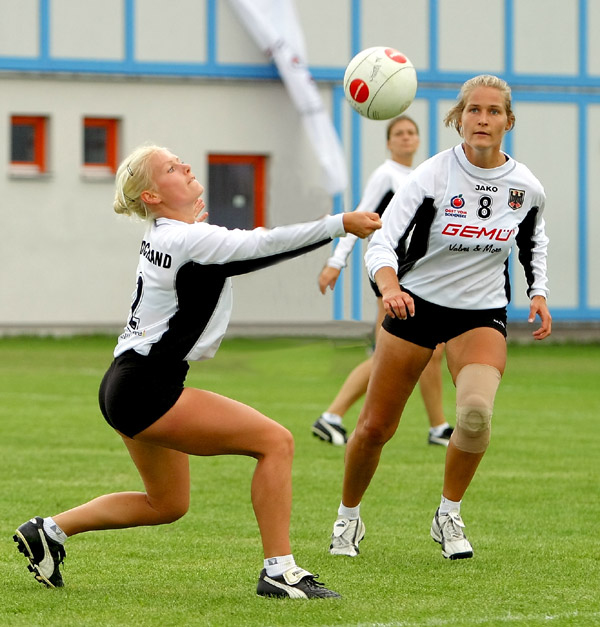
Direktes Zuspiel bei Frauen-Länderspiel, Europameisterschaft 2004

Das moderne Faustball wird hauptsächlich in Europa und Südamerika gespielt, vereinzelt auch in Nordamerika, Afrika und Asien. Die meiste Verbreitung findet es in Ländern mit hohem deutschsprachigen Auswandereranteil. Führende Faustballnationen sind Deutschland (13× Weltmeister Männer, 7× Worldgames-Sieger Männer, 1× Worldgames-Sieger Frauen, 4× WM Frauen), Brasilien (2× WM Männer, 1× Worldgames-Sieger Männer), Österreich (1× WM Männer, 5× EM Männer, 2× Worldgames-Sieger Männer) und Schweiz (1× WM Frauen). Weitere Faustballnationen sind: Italien, Argentinien, Australien, Chile, Paraguay, Uruguay, Kanada, Namibia, Tschechien, Dänemark, Japan, Indien, USA, Griechenland, Malta, Mexiko, Polen, Serbien, Spanien, Südafrika, Taiwan, Ukraine und Ungarn.
Die ersten Weltmeisterschaften, die alle vier Jahre stattfinden, gab es in den Jahren 1968 (Männer) und 1994 (Frauen). Darüber hinaus finden kontinentale Meisterschaften statt (z. B. Europameisterschaften) sowie kontinentale Meisterschaften auf Vereinsebene (Europapokal, Südamerika-Pokal, Afrika-Pokal, Weltpokal, IFA-Pokal). In den meisten Ländern mit zahlreichen Faustball-Anhängern werden nationale Meisterschaften von Bundesligen bis zu Kreis- und Gauligen ausgetragen, von Männern, Frauen, Jugendlichen und Schülern.
Amtierender Weltmeister 2023 bei den Männern ist die Mannschaft von Deutschland, die im Endspiel gegen Österreich ihren Titel mit 4:0 verteidigte. Bei den Frauen holte sich 2021 ebenfalls die deutsche Nationalmannschaft in Grieskirchen den Titel im Finale gegen Österreich.
Auch bei den Europameisterschaften gewannen die Deutschen den jeweils letzten Wettbewerb. Bei den Männern siegte Deutschland 2022 in Kaltern gegen Österreich mit 4:1, und die Frauen gewannen 2023 gegen Österreich mit 3:0.
In Deutschland gibt es eine zweigeteilte Faustball-Bundesliga: Nord und Süd. Die drei jeweils bestplatzierten Mannschaften spielen während eines separaten Turniers die Deutschen Meister aus.
Faustball ist zwar nicht olympisch, aber seit Jahren bei den World Games vertreten. Gegenüber bekannteren Sportarten wie Fußball, Tennis oder Leichtathletik fristet der Faustballsport ein Randgruppendasein.

### Amtierende Meister
In den folgenden Tabellen finden sich die amtierenden Meister von internationalen und nationalen Wettbewerben.

#### Internationale Wettbewerbe

##### Nationalmannschaften
| Meistertitel              | Titelträger | Endspielgegner | Satzergebnis                              | Austragungsort | Datum            |
| ------------------------- | ----------- | -------------- | ----------------------------------------- | -------------- | ---------------- |
| Weltmeister Männer        | Deutschland | Österreich     | 4:0 (11:7, 11:3, 15:14, 11:7)             | Mannheim       | 29. Juli 2023    |
| Weltmeister Frauen        | Brasilien   | Deutschland    | 4:0 (11:7, 12:10, 13:11, 11:9)            | Montecarlo     | 9. November 2024 |
| World-Games-Sieger Männer | Deutschland | Schweiz        | 4:1 (11:5, 4:11, 15:14, 11:8, 11:6)       | Birmingham     | 14. Juli 2022    |
| World-Games-Sieger Frauen | Deutschland | Schweiz        | 4:2 (6:11, 9:11, 11:5, 11:5, 11:8, 12:10) | Birmingham     | 14. Juli 2022    |

| Meistertitel                | Titelträger | Endspielgegner | Satzergebnis                       | Austragungsort | Datum            |
| --------------------------- | ----------- | -------------- | ---------------------------------- | -------------- | ---------------- |
| Europameister Männer        | Deutschland | Österreich     | 4:1 (11:7, 11:6, 9:11, 11:7, 11:7) | Kaltern        | 12. Juni 2022    |
| Europameister Frauen        | Deutschland | Österreich     | 3:0 (11:9, 14:12, 11:8)            | Grieskirchen   | 19. August 2023  |
| Panamerikameister Männer    | Brasilien   | Argentinien    | 3:1 (11:5, 9:11, 11:6, 11:9)       | Buenos Aires   | 11. Oktober 2018 |
| Panamerikameister Frauen    | Brasilien   | Chile          | 3:0 (11:7, 11:4, 11:9)             | Buenos Aires   | 11. Oktober 2018 |
| Asien-Pazifikmeister Männer | Neuseeland  | Australien     | 3:0 (11:8, 11:3, 11:5)             | Geelong        | 23. Oktober 2022 |
| Asien-Pazifikmeister Frauen | Neuseeland  | Australien     | 3:0 (11:9, 11:4, 11:8)             | Geelong        | 23. Oktober 2022 |

##### Vereinsmannschaften
| Meistertitel                        | Titelträger              | Endspielgegner           | Satzergebnis                                    | Austragungsort | Datum              |
| ----------------------------------- | ------------------------ | ------------------------ | ----------------------------------------------- | -------------- | ------------------ |
| World Tour Finale Männer            | TSV Pfungstadt           | SG Novo Hamburgo         | 3:0 (11:9, 11:4, 11:3)                          | Salzburg       | 15. September 2019 |
| World Tour Finale Frauen            | TSV Dennach              | Sogipa Porto Alegre      | 3:1 (11:8, 11:9, 8:11, 11:9)                    | Salzburg       | 15. September 2019 |
| EFA 2020 Mens Champions Cup Halle   | TSV Pfungstadt           | Union Tigers Vöcklabruck | 4:2 (7:11, 11:7, 11:7, 6:11, 11:9, 11:5)        | Vöcklabruck    | 12. Januar 2020    |
| EFA 2020 Womens Champions Cup Halle | TSV Dennach              | Union Nußbach            | 4:3 (12:10, 11:2, 9:11, 8:11, 9:11, 11:3, 11:9) | Dennach        | 11. Januar 2020    |
| EFA 2021 Mens Champions Cup Feld    | Union Tigers Vöcklabruck | Union Compact Freistadt  | 3:0 (11:7, 11:8, 11:7)                          | Vöcklabruck    | 21. August 2021    |
| EFA 2021 Womens Champions Cup Feld  | TV Jahn Schneverdingen   | Ahlhorner SV             | 3:1 (11:6, 10:12, 11:9, 11:5)                   | Diepoldsau     | 22. August 2021    |
| EFA 2019 European Cup Feld          | TSV Calw                 | Faustball Widnau         | 3:2 (8:11, 12:14, 11:7, 11:8, 15:13)            | Kleindöttingen | 7. Juli 2019       |
| Südamerika-Cup Männer               | SOGIPA Porto Alegre      | Merces Curitiba          |                                                 |                | 21. November 2016  |
| Südamerika-Cup Frauen               | Club Duque de Caxias     | SOGIPA Porto Alegre      |                                                 |                | 21. November 2016  |

#### Nationale Wettbewerbe
Deutschland
| Meistertitel         | Titelträger    | Endspielgegner         | Satzergebnis                                           | Austragungsort | Datum            |
| -------------------- | -------------- | ---------------------- | ------------------------------------------------------ | -------------- | ---------------- |
| Meister Halle Männer | TSV Pfungstadt | TV 1880 Käfertal       | 5:3 (11:7, 8:11, 11:7, 11:5, 12:10, 11:13, 8:11, 11:9) | Mannheim       | 23. Februar 2025 |
| Meister Halle Frauen | TSV Dennach    | TSV Calw               | 3:1 (11:6, 8:11, 11:4, 11:9)                           | Neuenbürg      | 16. Februar 2025 |
| Meister Feld Männer  | TSV Hagen 1860 | TSV Pfungstadt         | 4:2 (7:11, 11:9, 11:9, 14:15, 11:7, 11:5)              | Dresden        | 31. Juli 2025    |
| Meister Feld Frauen  | Ahlhorner SV   | TV Jahn Schneverdingen | 3:1 (9:11, 11:7, 11:8, 11:8)                           | Dresden        | 31. Juli 2025    |

 Schweiz
| Meistertitel          | Titelträger              | Endspielgegner           | Satzergebnis                                 | Austragungsort | Datum              |
| --------------------- | ------------------------ | ------------------------ | -------------------------------------------- | -------------- | ------------------ |
| Meister Halle Männer  | STV Oberentfelden        | FG Elgg-Ettenhausen      | 4:2 (11:3, 12:10, 13:11, 6:11, 12:14, 12:10) | Kirchberg      | 20. Februar 2022   |
| Meister Halle Frauen  | SVD Diepoldsau-Schmitter | TSV Jona                 | 3:2 (11:2, 5:11, 7:11, 11:6, 11:5)           | Kirchberg      | 20. Februar 2022   |
| Cupsieger Feld Männer | Faustball Widnau         | SVD Diepoldsau-Schmitter | 5:1 (12:10, 11:9, 9:11, 11:9, 11:9, 11:9)    | Thundorf       | 25. September 2021 |
| Meister Feld Männer   |                          |                          | ( )                                          | Kleindöttingen | 4. September 2022  |
| Meister Feld Frauen   |                          |                          | ( )                                          | Kleindöttingen | 4. September 2022  |

 Österreich
| Meistertitel         | Titelträger                            | Endspielgegner          | Satzergebnis                                     | Austragungsort | Datum              |
| -------------------- | -------------------------------------- | ----------------------- | ------------------------------------------------ | -------------- | ------------------ |
| Meister Halle Männer | Union Tigers Vöcklabruck               | Union Compact Freistadt | 4:2 (11:9, 11:5, 11:13, 9:11, 11:8, 11:5)        | Vöcklabruck    | 19. Februar 2022   |
| Meister Halle Frauen | Union Haidlmair Schwingenschuh Nußbach | ASKÖ Seekirchen         | 4:3 (2:11, 11:5, 11:3, 8:11, 12:10, 14:15, 11:7) | Vöcklabruck    | 19. Februar 2022   |
| Meister Feld Männer  | Union Tigers Vöcklabruck               | Union Compact Freistadt | 4:0 ((11:7, 11:5, 13:11, 11:4)                   | Nußbach        | 19. September 2022 |
| Meister Feld Frauen  | Union Haidlmair Schwingenschuh Nußbach | ASKÖ Seekirchen         | 4:1 (9:11, 11:6, 11:9, 11:3, 11:8)               | Nußbach        | 19. September 2022 |

 Namibia
| Meistertitel   | Titelträger            | Endspielgegner | Satzergebnis  | Austragungsort | Datum |
| -------------- | ---------------------- | -------------- | ------------- | -------------- | ----- |
| Meister Männer | Cohen Faustball Club 1 | Rundenturnier  | Rundenturnier | Rundenturnier  | 2021  |

## Philatelistisches
Mit dem Erstausgabetag 5. Mai 2022 gab die Deutsche Post AG ein Sonderpostwertzeichen im Nennwert von 155 Eurocent mit einem Zuschlag von 55 Eurocent in der Serie Für den Sport mit dem Motiv des Faustballspiels heraus. Der Entwurf stammt vom Grafiker Armin Lindauer aus Mannheim.